# Vinekh de Bulgaria
Vinekh (también escrito como Vineh; en búlgaro: Винех) fue kan de Bulgaria a mediados del siglo VIII.
De acuerdo con la lista de nombres de gobernantes búlgaros, Vinekh reinó durante siete años y fue miembro del clan Ukil (que puede ser la misma familia que la de su predecesor). De acuerdo con la cronología desarrollada por Moskov, Vinekh habría reinado en 754 a 762. Otras cronologías fechan el reinado de Vinekh en 756 a 762, pero no está totalmente de acuerdo con el testimonio de los Imennik.
En c. 756 Constantino V emprendió una campaña contra Bulgaria por tierra y mar, obteniendo la victoria en la batalla de Marcellae (Karnobat). El derrotado monarca pidió la paz y envió a sus hijos como rehenes. Sin embargo, en 759 Constantino V invadió Bulgaria de nuevo, pero su ejército sufrió una emboscada en los pasos de montaña de Stara Planina (batalla del paso de Rishki). Vinekh no aprovechó esta victoria, y se restableció la paz. Esto provocó la indignación de la nobleza búlgara, que le asesinó, junto con toda su familia.